# Ин-фа-лин, Сергей Владимирович
Сергей Владимирович Ин-фа-лин (род. 3 июня 1966) — советский и российский игрок в хоккей с мячом, полузащитник, тренер. Главный тренер сборной Казахстана с сентября 2018 года.

## Карьера

### Игровая карьера
Клубная
Родился в Нижнем Тагиле, в раннем детстве его семья переехала в Первоуральск. Здесь в 1974 году он стал заниматься хоккеем с мячом в детской команде «Бригантина» у тренера Салиха Ешпанова. В 1976 году перешёл в школу «Уральского трубника», где его наставником стал Владимир Кондрашов. В 1980 году под руководством Ешпанова в составе детской команды «Голубь мира» побеждает в турнире «Плетёный мяч», в составе «Уральского трубника» становится чемпионом СССР среди юношей (1981, 1982), серебряным призёром чемпионата СССР среди юниоров (1984).
В сезоне 1983/84 дебютировал на взрослом уровне в составе «Уральского трубника», который в этом сезоне завоевал путевку в высшую лигу чемпионата СССР.
В 1984 году в связи с призывом на срочную военную службу продолжил игровую карьеру в свердловском СКА, выступая за команду до 1992 года. В составе клуба становится бронзовым призёром чемпионата СССР (1990), серебряным призёром чемпионата СНГ (1992).
В 1992 году продолжил игровую карьеру в Швеции, в первом сезоне выступая за команду «Молилла», представляющую третий по силе дивизион шведского клубного хоккея с мячом.
С 1993 по 1995 год выступал в клубе «Стонгебру» в дивизионе рангом выше.
По договорённости со шведскими клубами имел право на выступление за СКА (Екатеринбург) в 1993 и 1995 годах в весенней части розыгрышей Кубка России.
В дальнейшем (за исключением сезона 1998/99) был игроком команд, представляющих высший дивизион Аллсвенскан: «Мутала» (1995—1998), «Эдсбюн» (1999/2000) и «Ветланда» (2000—2007).
С 2007 по 2010 год (с перерывами) в составе команды «Шернан», представляющей третий (сезон 2007/08) и второй (сезоны 2008/09 и 2009/10) по силе дивизионы шведского клубного хоккея с мячом.
В сборных командах
В 1990 году был в составе сборной СССР, принимающей участие в играх Международного турнира на приз газеты «Советская Россия».
В 1992 году в составе сборной клубов России стал серебряным призёром Международного турнира на призы Правительства России.
За сборную России с 1996 по 1997 год провел 13 игр, в которых забил 5 мячей. В 1997 году стал серебряным призёром чемпионата мира (6 матчей, 3 мяча).

### Карьера тренера
Клубная
В годы выступлений за «Ветланду» (2000—2007) работал в ней тренером по физической подготовке.
Перед сезоном 2007/08 перешёл в команду «Шернан» на должность играющего главного тренера, в первой половине сезона периодически выступая за «Ветланду», испытывающую проблемы с составом из-за травм игроков.
Завершив сезон в «Шернане», с июля по декабрь 2008 года был в тренерском штабе подмосковного «Зоркого», возглавляемого Валерием Грачёвым.
Во второй половине сезона 2008/09 и сезоне 2009/10 — вновь играющий главный тренер «Шернана».
С 2010 по 2012 год вместе с Матиасом Ренхольмом возглавлял «Ветланду».
С 2012 по 2015 год работал с юношескими и юниорскими командами «Ветланды». Под руководством наставника команды «Ветланды» стали чемпионами Швеции в сезонах 2012/13 (юношеская) и 2014/15 (юниорская). В 2015 году первым из иностранных специалистов был признан лучшим тренером Швеции.
В сезоне 2015/16 вошёл в тренерский штаб «Ветланды», возглавляемый Йонасом Классоном.
В сезоне 2016/17 в тандеме с Магнусом Броденом был одним из главных тренеров «Сандвикена».
С 2018 по 2022 год — главный тренер команды «Оби/Тьюреда». По итогам сезона 2018/19 команда завоевала путёвку в Элитсерию, по итогам следующего сезона вернулась в Аллсвенскан.
В апреле 2022 года вновь вошёл в тренерский штаб «Ветланды», в котором стал одним из главных тренеров команды.
В сборных командах
С 2014 по 2018 год входил в тренерский штаб юниорской сборной Швеции, возглавляемый Хоканом Роленом. При участии Ин-фа-лина команда победила в Кубке Европы (2015) и первенстве мира среди юниоров (2016).
В феврале 2013 года возглавил тренерский штаб сборной Латвии. На чемпионате мира 2014 года команда завоевала право на участие в играх в группе «А» чемпионата 2015 года. На чемпионате мира 2015 года в матче за 7-е место победила сборную США со счётом 6:4, одержав на чемпионатах мира первую победу в классе сильнейших сборных команд. Также на этом чемпионате сборная Латвии получила разрешение на игры в группе «Б», где стала победителем турнира, переиграв в финальном матче сборную Эстонии со счётом 8:3.
С сентября 2018 года тренирует сборную Казахстана.

## Образование
Выпускник Свердловского государственного педагогического института.

## Семья
Младший брат — Денис Ин-фа-лин (род. в 1979) — в прошлом игрок сборной Казахстана по хоккею с мячом.
Сын — Владимир Ин-фа-лин (род. в 2004) — игрок в хоккей с мячом.

## Достижения

### В качестве игрока
СКА (Екатеринбург)
 Бронзовый призёр чемпионата СССР: 1989/90

 Серебряный призёр чемпионата СНГ: 1991/92

 Финалист Кубка России: 1995

 Финалист Кубка мира по ринк-бенди: 1991

 Победитель Спартакиады народов СССР: 1986 (в составе сборной Свердловской области)

 Победитель Спартакиады народов РСФСР: 1985 (в составе сборной Свердловской области)
Сборная СССР/России
 Серебряный призёр чемпионата мира: 1997

 Серебряный призёр Международного турнира на призы Правительства России: 1992 (в составе сборной клубов России)

 Бронзовый призёр Международного турнира на приз газеты «Советская Россия»: 1990

 Серебряный призёр чемпионата мира среди юниоров: 1984

 Чемпион мира среди юношей: 1983
Личные
- В списке 22-х лучших игроков сезона: 1989

### В качестве тренера
«Ветланда» (до 20 лет)
 Чемпион Швеции: 2014/15
«Ветланда» (до 18 лет)
 Чемпион Швеции: 2012/13
Сборная Казахстана
 Чемпион Европы по ринк-бенди: 2023
Личные
- Лучший тренер Швеции: 2015

### Комментарии
1. ↑  Имел возможность выступать за СКА (Екатеринбург) в весенней части розыгрыша Кубка России будучи игроком шведского клуба, завершившего соревнования в Дивизионе 2 и не прошедшего в следующий раунд соревнований
2. ↑  Имел возможность выступать за СКА (Екатеринбург) в весенней части розыгрыша Кубка России будучи игроком шведского клуба, завершившего соревнования в Дивизионе 1 и не прошедшего в следующий раунд соревнований
3. ↑  Количество игр и голов за клуб(ы) в высшем дивизионе чемпионатов СССР/СНГ